# SEC吹哨人办公室

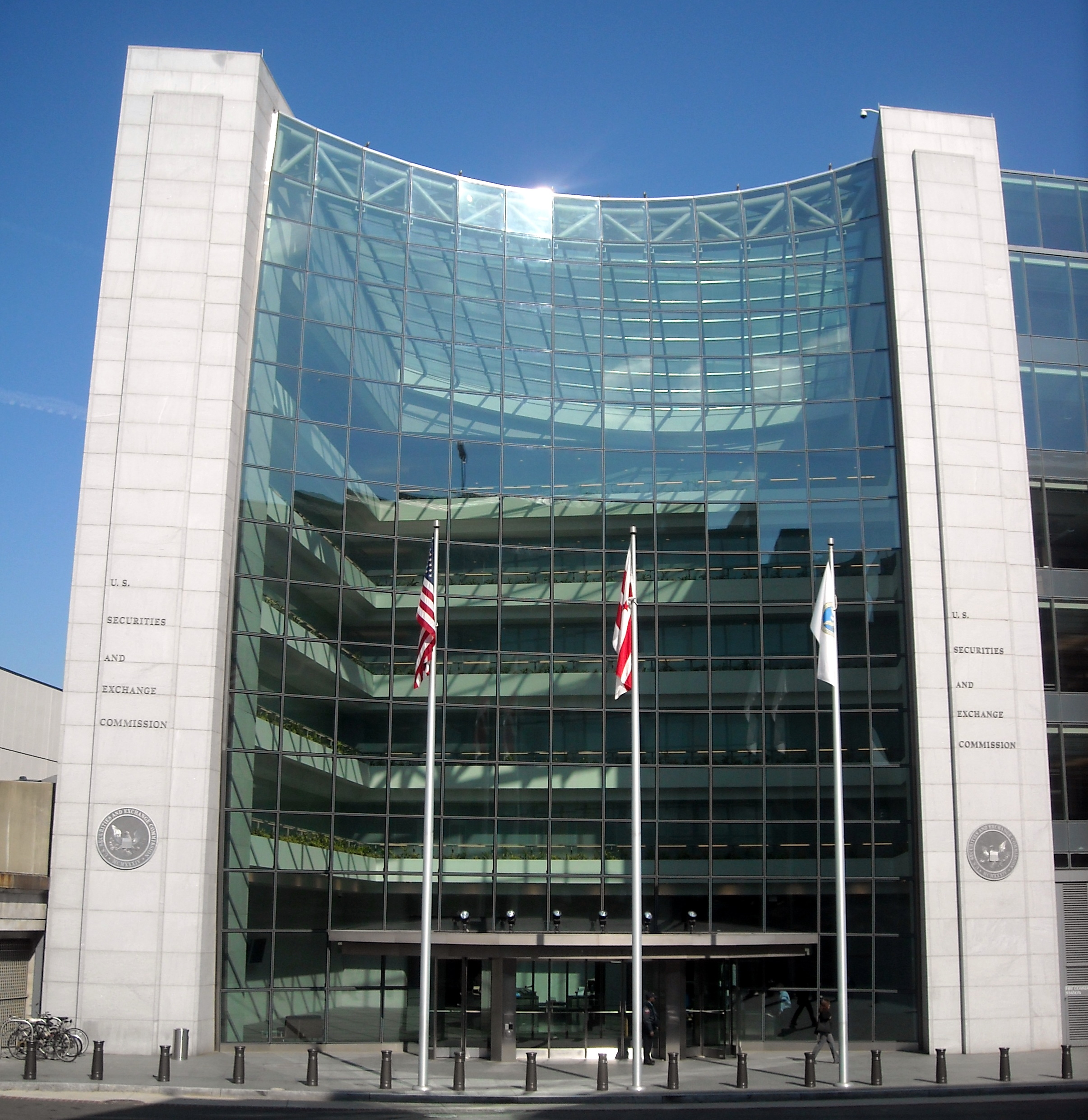
美国安全与交易委员会办公室（SEC办公室），位于华盛顿特区

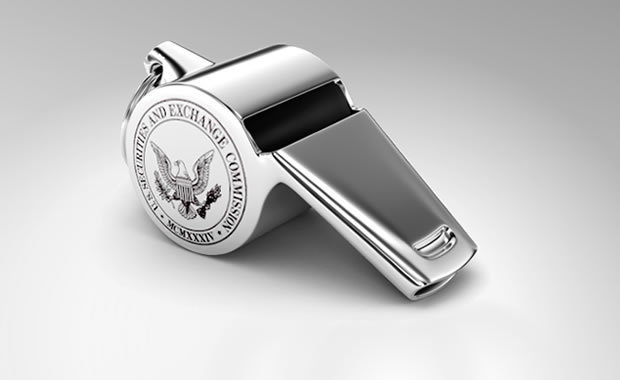
SEC吹哨人办公室标志

美国证券交易委员会 (SEC) 吹哨人 计划于2010年7月21日在时任总统 签发 《多德-弗兰克华尔街改革和消费者保护法》时正式生效。该法案也在商品期货交易委员会建立了吹哨人激励项目，以奖励那些举报涉嫌违反《商品交易法》行为的人,而该项目正是由前任SEC高级执法律师 Christopher C. Ehrman所管理运营的。 SEC吹哨者项目会奖励提供涉嫌违反联邦安全法律行为线索的人。 该项目以强有力的手段保护告密人的雇佣关系、给予告密人金钱奖励以及并保障告密人匿名举报的能力。 SEC吹哨人有权利获得百分之十至百分之三十不等的 制裁 总额，这笔费用将由一个补充的投资人保护基金会支付。 自2011年以来，来自吹哨人的线索使SEC得以从违法者手中成功挽回近10亿美元的财产损失。 而SEC为吹哨人支付了超过3亿美元的奖金。  迄今为止对吹哨人数额最大的奖励分别达到了5000万美元、3900万美元、3700万美元、3300万美元和3000万美元。

## 概述
虽然SEC过去有一个运营时间超过二十年的 赏金 项目用以奖励 吹哨人 内部交易线索和申诉，一份 司法部总检察长发布于2013年的报告显示，鲜有人申请SEC'该项目的赏金，而该项目所支付过的赏金总额也十分有限，这有可能是由于该项目并不广为人知。该报告同时认定，SEC的赏金项目在设计层面存在弊病。 在金融危机和麦道夫投资丑闻事件发生后，2010年7月，SEC的赏金计划随着总统签发《多德-弗兰克法》而得到了大幅加强。尤其是《多德-弗兰克法》的第922节修正了1934年的《证券交易法》（又称《交易法》），添加了第21F节，并由此创立了SEC吹哨人项目和SEC吹哨人办公室。
根据全新的吹哨人项目的规定，对于自愿提供原始信息，且使SEC得以成功实施执法行为并对不法者处超过100万美元的制裁的吹哨人，SEC有权提供金钱奖励。 Under the program, a whistleblower may receive an award of between 10 and 30 percent of the monetary sanctions collected.
SEC全新的吹哨人项目相较于其它不允许匿名举报的吹哨人奖励项目（例如IRS的吹哨人项目）具有巨大的优势。  匿名的吹哨人们必须在其申诉时签署一份表示甘愿承担伪证风险的声明，“申诉中所提供的信息皆尽我知识、了解和信仰以做到真实、准确和完整。” 
Whistleblower's attorneys are responsible for the retaining the original, signed copy of the declaration.
根据2017年度的多德-弗兰克吹哨人项目年度报告，大部分SEC收到的线索都与企业信息泄露与财务（占百分之十九）、主动欺诈（占百分之十八）和幕后操纵（占百分之十二）有关。  在2017年内收到线索来源最多的州分别是加利福尼亚、纽约、德克萨斯、佛罗里达和新泽西。 收到线索来源最多的国家分别是加拿大、英国和澳大利亚。 自项目建立以来，SEC已从共计114个国家收到相关的线索。

### 重要的几次奖励
自2011年以来，吹哨人带来的线索使得SEC得以从经济犯罪者手中挽回超过14亿美元的损失。 曾任SEC主席的Mary Jo White在其2015年4月的演讲中称SEC的新吹哨人项目为“破局者”  “该项目十分成功，而我们SEC将会进一步巩固它的成果。” 她说。考虑到SEC的调查可能要花费二到四年才能完成，在该项目建立的第一年并没有发放任何奖励。
第一份SEC吹哨人奖金于2012年8月21日被发给一位提供了关于一场正在实施的标的达数百万美元的诈骗案的文档和信息的吹哨人。这名吹哨人获得了五万美元的奖励，该数额正是当年年内SEC追回的财产损失的百分之三十。
2013财年内共发放四笔奖金，总价值为一千四百万美元。
2014财年内，SEC共计奖励了九名吹哨人，该年实际支付的奖金总额接近两百万美元。   2014年时，SEC公开了一份额度超过三十万美元的奖励——这是SEC第一次颁发奖金给来自审计或合规部门的雇员。该雇员在检举前提交了一份内部报告给公司，但公司并未采取行动。
在2015财年内，SEC藉由投资人保护基金会向八位吹哨人支付了超过三千七百万美元的奖金。  在这些获奖者中，有一名来自美国以外的吹哨人获得了三千万美元的奖金，这也是该项目成立以来所颁发的数额最大的奖金。 其它为后续奖金创下先例的情形还包括第一份颁发给公司前管理层的奖金和第一份颁发给因向SEC举报可能违反安全法的行为而招致报复的吹哨人的奖金。
2016财年是打破记录的一年，这一年SEC共计为吹哨人支付了五千七百万美元，超过了在此之前为吹哨人项目支付奖金的总额。 在这些重要的奖赏中，有一位公司的前雇员因提供颇具细节的线索大大增进了SEC的调查进度而获得了一千七百万美元的奖金，另一位内部人士则因大力协助SEC阻止了一场隐藏颇深的欺诈而获得了两千两百万美元的奖金。
吹哨人办公室的前任负责长官 Sean McKessy曾说他理解大众对这一项目的质疑。“我认为该项目已经非常成功，但我明白人们想要这么做的代价。在我们看来，代价就是为那些提供有价值信息的人支付报酬。”他说。他还补充说欢迎更多的人来争取这份奖金。“显然，越多越好。数额越大，也就越好。”他说。 “随着项目的顺利运营和收集到的让我们成功解决案件的线索越来越多，我们发奖金的速度有可能会越来越快。”McKessy在2013年六月接受华尔街日报采访时如是说道。 Sean McKessy 在为该办公室工作五年之后选择于2016年七月离开并加入了一家吹哨人律所。他追随了Jordan A. Thomas的脚步，后者曾任SEC执法部的副部长，并主导了SEC吹哨人项目的发展。 Thomas在2011年时建立了一家专职代理企业吹哨人案件的律所。 在2016年9月28日，SEC任命在吹哨人办公室担任副主任多年的Jane A. Norberg为新一届主任。

### 来自上诉法庭的挑战
2015年12月12日，一个匿名团体在John Doe v. SEC案中首次向法庭提出了申请职务执行令的上诉。 该动议在实践中极少使用，它请求美国哥伦比亚特区联邦巡回上诉法院介入调查对SEC处理私人申诉时存在过失的指控。该动议声称SEC吹哨人办公室在处理一项于2012年发布的本可提供奖赏的案件时存在过失。该动议随后进一步明确，这位匿名上诉人于2012年10月申请了奖金，但是直到三年之后其相关案件USCA #15-1444依然没有初步的处理结果。 该上诉还在细节层面指明了吹哨人项目的案件积压，并且有大量的篡改痕迹。但在SEC向该匿名团体发放赏金之后该指控也随即失效。
2017年12月5日，SEC的吹哨人项目再次遭到来自John Doe V SEC一案（案件号16-1414）中的某匿名团体于美国哥伦比亚特区联邦巡回上诉法院发起的挑战。

## 投资保护基金用途

### 基金建立
美国证券交易委员会于2010财年的第四季度设立并生成了投资者保护基金，该基金旨向吹哨人和检查办公室成员建议的项目提供资金奖励并不受财年预算的限制 
证券交易委员会每年需要向行政管理预算局申请以获得拨款来使用这些资金。行政管理预算局为投资保护基金会制订了政策和程序，包括对吹哨人奖励的定义，财务报告的要求，申请（资金）预算的规章，和对投资保护基金会的更多补充规章。
投资保护基金会成立于2010年的八月，其中有大约4.52亿美元的单向收入是从美国证券交易委员会旗下的机构非法地转移到该基金中的，以及罚款押金的收入。 在2016的财经年度末期，该基金会已经拥有3.68亿美元了。
如果投资保护基金会的账户少于300万美元时，执法部门将识别符合条件的收据来补充（该基金会的）资金。
该基金会通过对公共债务局短期投资获取利润。

## 吹哨人阶段

### 第一阶段：立案/分案
第一阶段立案和分案，吹哨人首先向SEC提交举报申请。证监会执法部执法员审查该项举报以确定是否需要进一步调查或者初审后无需采取进一步行动（(NFA)。吹哨人可以通过填写证监会TCR表格向证监会提交举报。
官网在线提交的可自行上传到“投诉、举报以及转介”（Tip, Complaints, and Referral）系统。也可通过邮件或者传真举报申请，由投诉、举报以及转介”（Tip, Complaints, and Referral）立案组填写到TCR 系统。执法部的市场情报办公室负责审查所有的投诉、举报和转介以及吹哨人对执法部的举报。
市场情报办公室负责分配执法部收到的所有的投诉、举报和转介。市场情报办公室确定举报需要进一步调查的，该项举报将会被分配到证监会的11个地区办公室、执法部特别行动小组或者证监会总部的执法部联合指挥小组。举报被认定为无需进一步调查的或者执法部无权优先处理的，市场情报办公室将该举报认定为不再进一步行动(NFA)。该项举报须二次审查后才能被认定为NFA。在某些情况下，NFA可转由政府的外部机构或者其他机构处理。吹哨人投诉、举报和转介被认定为足够明确、及时和可信的，吹哨人主管办公室会加快分案过程，加速市场情报办公室执法员的调查。

### 第二阶段:案件跟进
在第二阶段，吹哨人办公室成员负责管控分配给调查员的举报材料。吹哨人办公室也负责记录吹哨人的配合和吹哨人的信息内容、对案件的帮助，负责答疑解惑，以及依据吹哨人程序提供有关举报事项的专业知识以协助执法员。
此外，吹哨人办公室还负责记录吹哨人奖励的有关信息。办公室通过每季度电话会议与调查员协调其分配到的案件和有线索案件的跟进情况，以及讨论每个举报案件的特性。
吹哨人举报成功提起诉讼且判处的罚金：
- 超过一百万美金的。符合所有法定标准的，吹哨人有权获得举报奖金。
- 未能超过一百万美金的。吹哨人不能立即获得举报奖金。但是，该项案件涉及到与证监会其他案件做并案处理的，且并案的案涉金额的罚金累计超过一百万的，吹哨人有权获得奖金。[10]

### 第三阶段：索要奖励
在第三阶段，如果吹哨人所提供给吹哨人办公室的信息促成了一项美国证券交易委员的法案，吹哨人便可以要求奖励。如果法案所要求的处罚超过一百万美元，吹哨人则可能获得金钱奖励。吹哨人办公室会在其网站上为处罚金超过100万美元的案件发布涵盖法案通知。吹哨人有九十天期限用WB-APP表格提交奖励申请。吹哨人办公室为每个涵盖法案通知提供通知日期和申请截止日期。
吹哨人的奖励从证券交易委员会投资者保护基金中获取。这项基金是根据《多德-弗兰克法案》第922条设立的。
当吹哨人办公室或执法人员得知吹哨人提供的信息对一项成功法案做出重大贡献时，他们应联系吹哨人或吹哨人律师，并告知他或她涵盖法案通知已发布在其网站上。吹哨人办公室应该对吹哨人提供关于申请奖励的流程和时间线的咨询帮助。
吹哨人办公室会对吹哨人的申请进行评估，判断其是否满足获得奖励的资格和要求。当吹哨人确认满足这些条件时，吹哨人办公室将使用四个积极因素和三个消极因素来决定给予奖励的金额区间。奖励金额介于该法案收取的美元金额的10％到30％之间。
吹哨人办公室的的分析流程包括：审查吹哨人提供的事实依据并和吹哨人相关法规规章制度进行比较，访问相关数据库以获取有关该案件和随后的执法行动的信息，就案件和吹哨人的行为与执法人员进行访谈，访谈吹哨人和/或其律师并进行尽职调查和合法性调查。这些措施用以确保每个奖励申请都被充分考察。
在行使其自由裁量权来确定SEC吹哨人的奖励时，委员会将考虑多种因素。某些因素可能会提高奖励，例如其提供信息的重要性，提供的协助，法律执行层面倾向给予奖励，以吹哨人对内部上报系统的参与。其他因素可能会使奖励减少，例如吹哨人有过失，没有在合理的时间范围内上报，或不符合内部规范或报告规范。
在提出奖励建议时，吹哨人办公室会向执法部门的审查人员提交一系列建议。初步结果此时已经准备好并已转发给吹哨人。吹哨人有30天的时间要求审查人员根据其决定和请求与吹哨人办公室开会的记录副本。
如果吹哨人的主张在初步确定阶段被拒绝，并且吹哨人未及时提交答复，则初步确定将成为SEC的最终命令。如果吹哨人及时回应以对初步决定做出上诉，吹哨人办公室工作人员将评估上诉并向索赔审查人员提出建议。然后，吹哨人办公室再次与索赔审查人员会面，索赔审查人员做出建议的最终决定。然后，吹哨人办公室将拟议的最终决定通知委员会。委员会有30天的时间来审查此决定。任何专员都可以在收到建议的最终决定通知后的30天内要求由委员会审核建议的最终决定。如果在30天之内没有专员反对，建议的最终决定将成为最终命令，吹哨人办公室随后将最终命令的副本提供给吹哨人或吹哨人的律师。
在下达最终命令后，如果吹哨人获得的奖励占诉讼中所收取的货币制裁的10％到30％之间，则该过程完成，并且该金额不可以上诉。但是，如果吹哨人未收到裁决，或者裁决百分比超出了从诉讼中收取的法定10％到30％，举报人可以向联邦上诉法院提起上诉。总法律顾问办公室为委员会处理这些上诉。
吹哨人奖励是从《多德-弗兰克法》设立的投资者保护基金支付的。 IPF的付款通过SEC的财务管理办公室进行，并基于从每个个案中收取的金额。如果在发出最终命令时收集了所有款项，则可以向举报人支付一次付款，或者如果在发出最终命令之后随着时间的推移收取款项，则可以滚动方式进行举报。
申请吹哨人奖励，必须提交WB-APP表，根据1934年《证券交易法》第21F条提供的原始信息申请书。

### 向吹哨人提供他们的申请的最新状态
以下是吹哨人向美国证券交易委员会提交裁定申请后，美国证券交易委员会吹哨人办公室与吹哨人进一步交流的程序：
- 所有申请人将收到一封确认信或补正信，以告知吹哨人的申请在程序上是否正确。
- 美国证券交易委员会吹哨人办公室中的一位律师，负责对一项受保护行动进行全面审查，通常会由它在与在受保护行动下提交了裁定申请的吹哨人进行沟通。
- 申请人会收到一份书面通知，告知其审查人员初步决议的结果，以及该过程中吹哨人的诸权利。
- 吹哨人可以要求审查人员在作出初步裁定时所使用的记录。
- 吹哨人可以要求与吹哨人办公室开会对初步裁定进行讨论。
- 如果诉求被上诉至申诉复核人员那里，就会(1)收到的书面回复及(2)申诉的结果(即提交的最终决定)，会送交举报人。
- 如果初步决议没有上诉到申诉复核人员那里，也没有做出裁决，吹哨人办公室（OWB）会向吹哨人发送一封信，附上委员会的终审裁定。
- 发布拟作出的最后裁定的书面通知(无论是根据向申诉复核工作人员提出的申请，还是在相关法规的建议裁决的情况下将初步裁定作为最终裁定的拟议)。
- 给出委员会最终裁定的通知[10][41]

## 监察长评估办公室
2013年1月18日，在“监察长办公室”对SEC吹哨者计划的评估中，监察长概述了该计划，并对其内部运作提出了一些见解。
《多德-弗兰克华尔街改革和消费者保护法》(Dodd-Frank Wall Street Reform and Consumer Protection Act)第922条对《1934年证券交易法》进行了修订，增加了第21条（F），即“对证券交易吹哨人的激励和保护”。第21条(F)规定，如果那些自愿提供第一手信息的人，成功地促使了SEC执行超过100万美元的货币制裁执法行动，以及其他某些相关的行动，那么SEC就要向那些提供了信息且符合条件的个人给予货币奖励 。
SEC可以从货币制裁所得中拿出10%至30%的资金，这些资金将作为SEC的“投资者保护基金”来支付。此外，《多德-弗兰克法》的第924(d)条规定SEC在委员会内设立一个单独的办公室，以管理吹哨人计划。2011年2月，该委员会成立了吹哨人办公室来执行这一职能。
2011年5月25日，SEC通过了最终法规第21（F），以保证《交易法》第21条（F）的规定。第21条（F）法令在2011年8月12日正式生效。除其他相关事项外，第21条（F）法令定义了对吹哨人计划运作至关重要的术语，建立了提交风声和申请奖励的程序，包括SEC裁决的上诉、是否颁发奖励以及向谁颁发奖励; 描述SEC在作出裁决时将考虑的标准，并实施多德-弗兰克的禁令以防止对吹哨者者进行报复。

## 《信息自由法》例外
《信息自由法》有9个例外，SEC和其他联邦机构可以利用这些例外来拒绝公众可能要求的某些信息的发布。《美国法典》第3和第5例外中的552(b)(3)(B)和(b)(3)条，适用于另一联邦法律禁止披露的信息。

## Forms
The following are some related SEC forms:
- "SEC form TCR（页面存档备份，存于）" (pdf), to submit information to the SEC Fax (703) 813-9322
- "WB-APP SEC Whistleblower Award Application（页面存档备份，存于）" (pdf), to collect a reward from the SEC Fax (703) 813-9322